# 照尾暢浩
照尾 暢浩（てるお のぶひろ、1965年10月22日 - ）は、岡山県津山市出身の空手家・武道家・護身術の指導者。国際護身道場SDトルネード代表。

## 略歴
幼少のころより柔道に親しみ、高専柔道の流れを汲む津山高校で寝技を得意とした。愛媛大学進学後は、空手部に所属し、その後、芦原会館総本部道場（愛媛県松山市）にて、指導員をつとめ、芦原英幸とともに全国各地での審査、指導を行う。芦原空手（サバキ）を得意としている。また、芦原英幸から改良トンファーAバトン（現・伸縮式SDバトン）の直接指導を受ける。
現在、さまざまな武道、武術、格闘技、護身術から護身の要素を追求し、合理的かつ効率のよい「護身術」を「SDトルネード（本部、山口県宇部市）」として創始し、同団体の代表として全国の小学校や教育施設、海外でも護身術を指導している。

## 著書・DVD
- 「子どもを守る護身術」（出版芸術社刊、2007年、ISBN 978-4882933212）
- 「護身革命 SDトルネード入門16のステップ」（出版芸術社刊、2004年、ISBN 4882932571）
- DVD「誰でもできる護身革命」（出版芸術社刊、2005年、ISBN 488293289X）